# 프랑크푸르트 역사박물관

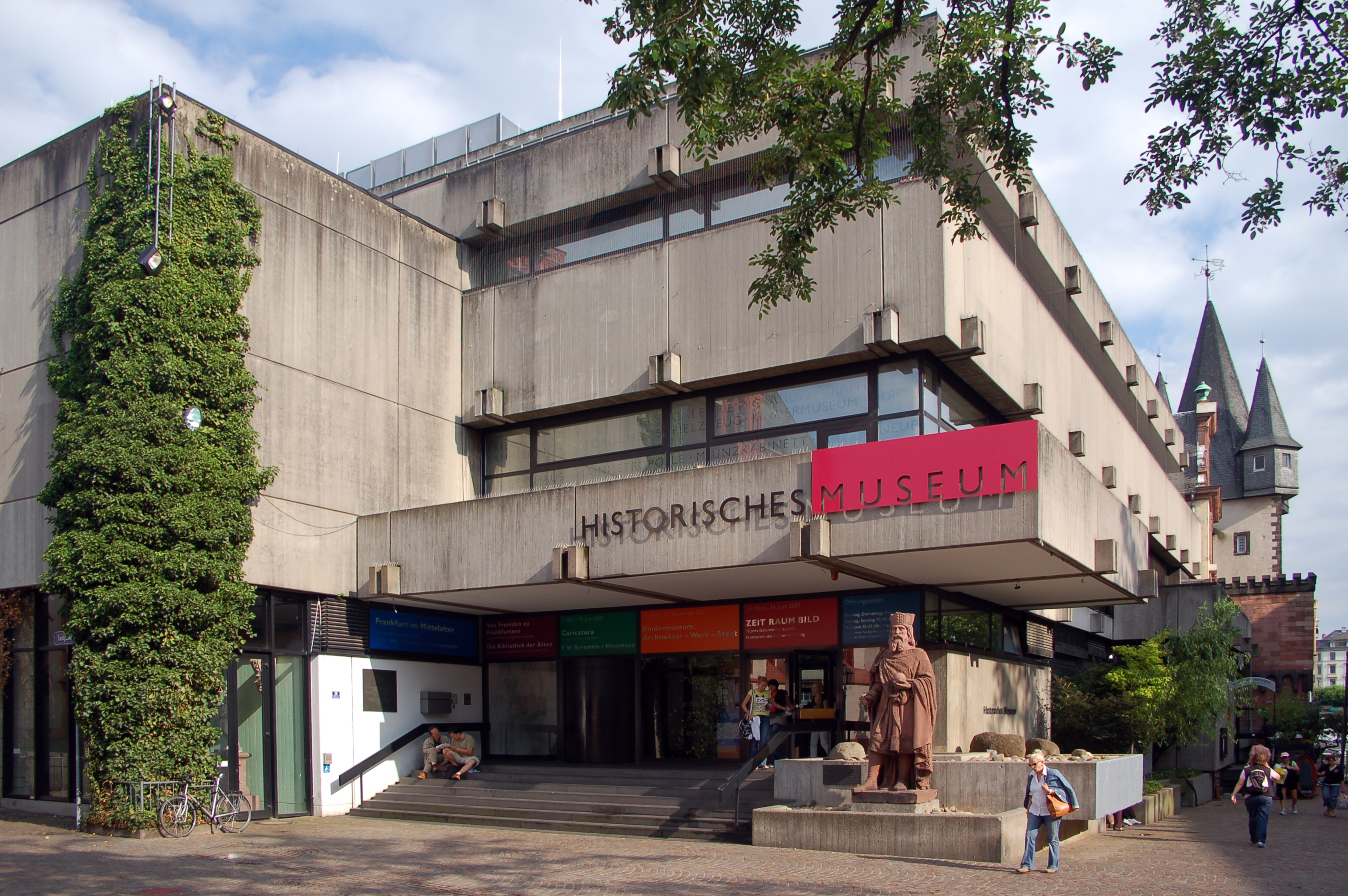
박물관 입구

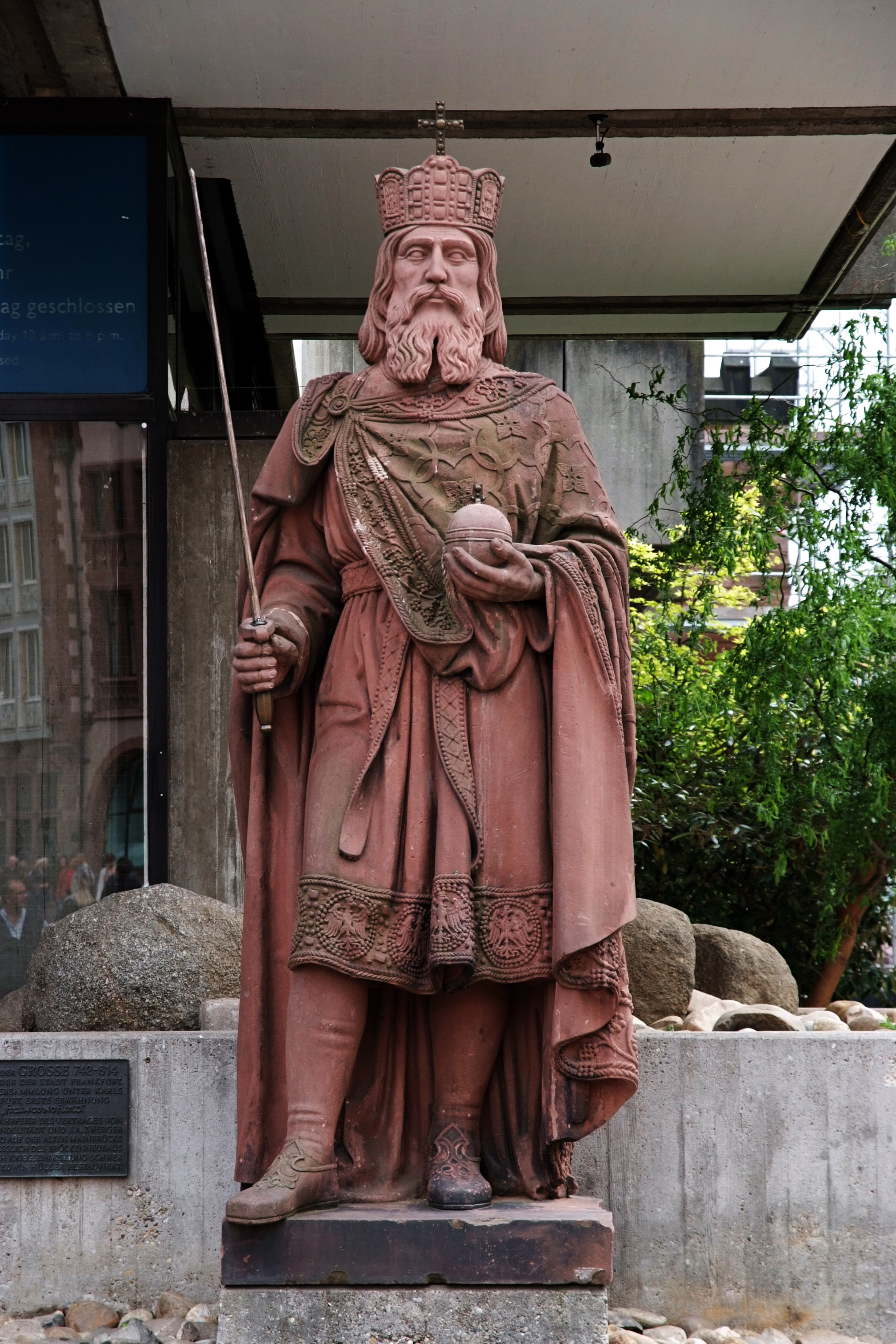
2011년부터 박물관 앞에 서 있는 카롤루스 대제의 조각상

프랑크푸르트 역사박물관(독일어: Historisches Museum in Frankfurt Am Main)은 1878년에 설립된 독일 프랑크푸르트의 박물관이다. 프랑크푸르트의 역사적,문화적 유물들을 주요 전시대상으로 하고 있다. 지역사의 교육목적과 더불어 프로이센에 병합된 1866년 이전의 중세 프랑크푸르트 자유시의 흔적들을 잘 보존하고 있는 것이 특색이다. 상설 전시를 원칙으로 하며, 시대별, 주제별로 전시물이 나뉘어 있으며, 중세 프랑크푸르트, 중세말기, 16~18세기, 19세기, 그리고 1866년부터 2001년까지의 지역(metropolis)사 등으로 나뉘어 있다. 몇몇 특별 전시전도 개최되고 있다.